# Países Catalanes

Localización de los Países Catalanes sobre las entidades políticas actuales, con los territorios catalanohablantes resaltados.

Países Catalanes (en catalán: Països Catalans) es un término ambiguo, que bien puede hacer referencia, en el ámbito lingüístico y cultural, a los territorios donde se habla el idioma catalán, o bien, en referencia a la política y la sociología, a un proyecto de nación que aglutinase tanto los territorios del dominio lingüístico catalán como, con frecuencia, otra serie de territorios donde el catalán no es una lengua de uso tradicional. Los Países Catalanes –una delimitación solo basada en la similitud lingüística– nunca existió como sujeto político, aunque la comunidad de territorios catalanohablantes tiene su origen histórico en la expansión de la Corona de Aragón.
Aunque el término aparece documentado en la segunda mitad del siglo xix, fue popularizado por el escritor valenciano Joan Fuster, que lo empleó en sus ensayos políticos en la década de 1960, publicados en su libro Nosaltres, els valencians.
Se trata de un término controvertido, en cuanto, identificado con el pancatalanismo, alude a la reclamación de un proyecto nacional y geopolítico con una fundamentación discutida que no cuenta con gran apoyo popular, especialmente fuera de la comunidad autónoma de Cataluña, donde puede ser percibido como una idea con connotaciones de primacía de Cataluña sobre otros territorios, como la Comunidad Valenciana o las islas Baleares.
Los territorios que se suelen asociar al concepto de "países catalanes" se corresponden principalmente con el dominio lingüístico del idioma catalán, que comprende a Andorra, la mayor parte de Cataluña, una parte del este de la comunidad autónoma de Aragón —la llamada Franja de Aragón—, las Islas Baleares, la parte costera y más poblada de la Comunidad Valenciana (donde recibe el nombre de idioma valenciano), la mayor parte del departamento de Pirineos Orientales, la ciudad sarda de Alguer y también un pequeño territorio en la Región de Murcia, llamado El Carche. También hay territorios donde el catalán no es lengua autóctona pero que también suelen ser adscritos a este concepto, como son la zona interior de la Comunidad Valenciana (incluyendo territorios históricamente monolingües en castellano) y las comarcas del Valle de Arán y la Fenolleda, donde la lengua autóctona es el occitano, en la primera comarca en su variedad aranesa. Este término ha sustituido a otros empleados hasta el primer tercio del siglo XX como 'tierras catalanas', 'tierra de lengua catalana ', 'patria catalana ' o 'Gran Cataluña'.

## Historia del término

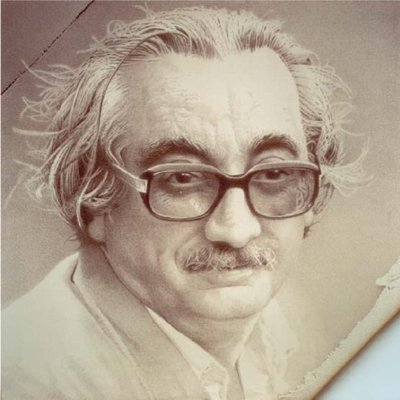
Joan Fuster, popularizador del término en la segunda mitad del.

El término «Países Catalanes» (en catalán Països Catalans) se encuentra documentado por primera vez en la monumental obra del valenciano Bienvenido Oliver, Historia del Derecho en Cataluña, Mallorca y Valencia. Código de las Costumbres de Tortosa, I (Madrid, 1876). Este autor, natural de Catarroja (provincia de Valencia), historiador del Derecho y miembro de la Real Academia de Buenas Letras de Barcelona, consigue, durante la Renaixença catalana de finales del siglo XIX, hacer fortuna en la acuñación del término como sinónimo de «territorios de habla catalana» y reivindicando el carácter nacional de estos territorios. Sin embargo, como ha señalado Albert Balcells, «el término no cuajó y nunca fue de uso corriente», aunque fue utilizado en ocasiones. Josep Narcís Roca i Farreras lo emplea en un artículo publicado en 1886 en la revista L'Arc de San Martí y también aparece en el número de febrero de 1900 de la revista Catalonia, dirigida por Jaume Massó. Durante la Segunda República el término fue utilizado en un manifiesto firmado por diversos intelectuales encabezados por Pompeu Fabra y titulado Desviacions en els conceptes de llengua i de Pàtria ('Desviaciones en los conceptos de lengua y de Patria').
El término «Países Catalanes» se popularizó a partir de la década de 1960, tras la publicación en 1962 de Nosaltres, els valencians ('Nosotros, los valencianos') de Joan Fuster y al año siguiente de L'estructura econòmica de les terres catalanes ('La estructura económica de las tierras catalanas') de Joaquim Maluquer i Sotres. Fuster definía un concepto territorial de los Países Catalanes estrictamente lingüístico y pancatalanista: la lengua sería la base para proponer su proyecto nacional, siendo el nombre Països Catalans provisional hasta que se produjera la unificación nacional de los territorios de habla catalana, que deberían llamarse Cataluña (supuso que la pluralidad del término podría refrenar los impulsos particularistas de algunas regiones). Por tanto, como consecuencia de esta premisa, el ensayista valenciano consideraba que las comarcas castellanoparlantes eran no solo prescindibles, sino también un obstáculo para el éxito de este proyecto nacional.
El primer gran impulso en la extensión del uso del término tuvo lugar en marzo de 1975 con la celebración del Encontre de Ciències Humanes i Socials dels Països Catalans ('Encuentro de Ciencias Humanas y Sociales de los Países Catalanes')  organizado por la Universidad de Perpiñán (en la Catalunya Nord), al que le siguieron, tras la muerte del general Franco, las Jornades de Debat sobre els Països Catalans ('Jornadas de Debate sobre los Países Catalanes') promovidas por la Assemblea Permanent d'Intelectuals Catalans ('Asamblea Permanente de Intelectuales Catalanes') y celebradas en la Facultad de Derecho de la Universidad de Barcelona en octubre de 1976, y a las que siguieron unas Segundas Jornadas celebradas dos años después en Mallorca. Sin embargo, fue la publicación de la Gran Enciclopedia Catalana, cuyo primer tomo apareció en 1968, la que dio el impulso definitivo a la divulgación del término. En el prólogo de la misma se decía que su objetivo era «crear una obra de referencia que correspondiese a la presente situación cultural, social y económica de los Países Catalanes». En 1980 se publicaba la Històrica dels Països Catalans dirigida por Albert Balcells. En la Introducción de la misma Balcells decía (en catalán):

Los Países Catalanes son un proyecto que se basa en la lengua y en la historia comunes, las cuales son condiciones necesarias, pero no suficientes, en el camino de la unidad nacional, y por eso una aportación de conjunto para conocer la historia de estos pueblos resulta un elemento perentorio para ofrecer fundamentos sobre los cuales puedan levantarse unos objetivos políticos y sociales populares para construir un futuro mancomunado.

Históricamente, se han utilizado otros términos similares, con implantación menor, reducida o nula. A finales del siglo XX, Josep Guia propuso utilizar Cataluña para denominar todo el territorio de los 'Países Catalanes', y no solo el territorio del 'Principado de Cataluña' ("Es muy sencillo: decidle Cataluña", 1985); aducía voluntad política, sobre todo, pero también se documentaba el uso medieval, moderno y contemporáneo ("Valencia: 750 años de nación catalana", 1988), mientras que Francesc de Paula Burguera reivindicó en 2005 la existencia del término alternativo de «Comunidad Catalánica», usado en 1961 por Xavier Casp y Miquel Adlert en oposición al de «Países Catalanes».
A menudo se representan territorialmente los Países Catalanes con una convergencia de motivaciones históricas y lingüísticas cuando se pretende darle un cuerpo político. Es decir, para algunos el territorio de unos Países Catalanes políticos representaría el conjunto de entidades políticas históricas de la antigua Corona de Aragón que tienen o tenían el catalán como lengua principal en sus instituciones. Bajo esta premisa, el territorio comprendería los históricos Principado de Cataluña, Reino de Mallorca (Islas Baleares y Rosellón), y Reino de Valencia (con los añadidos posteriores de Villena y la comarca de Requena).

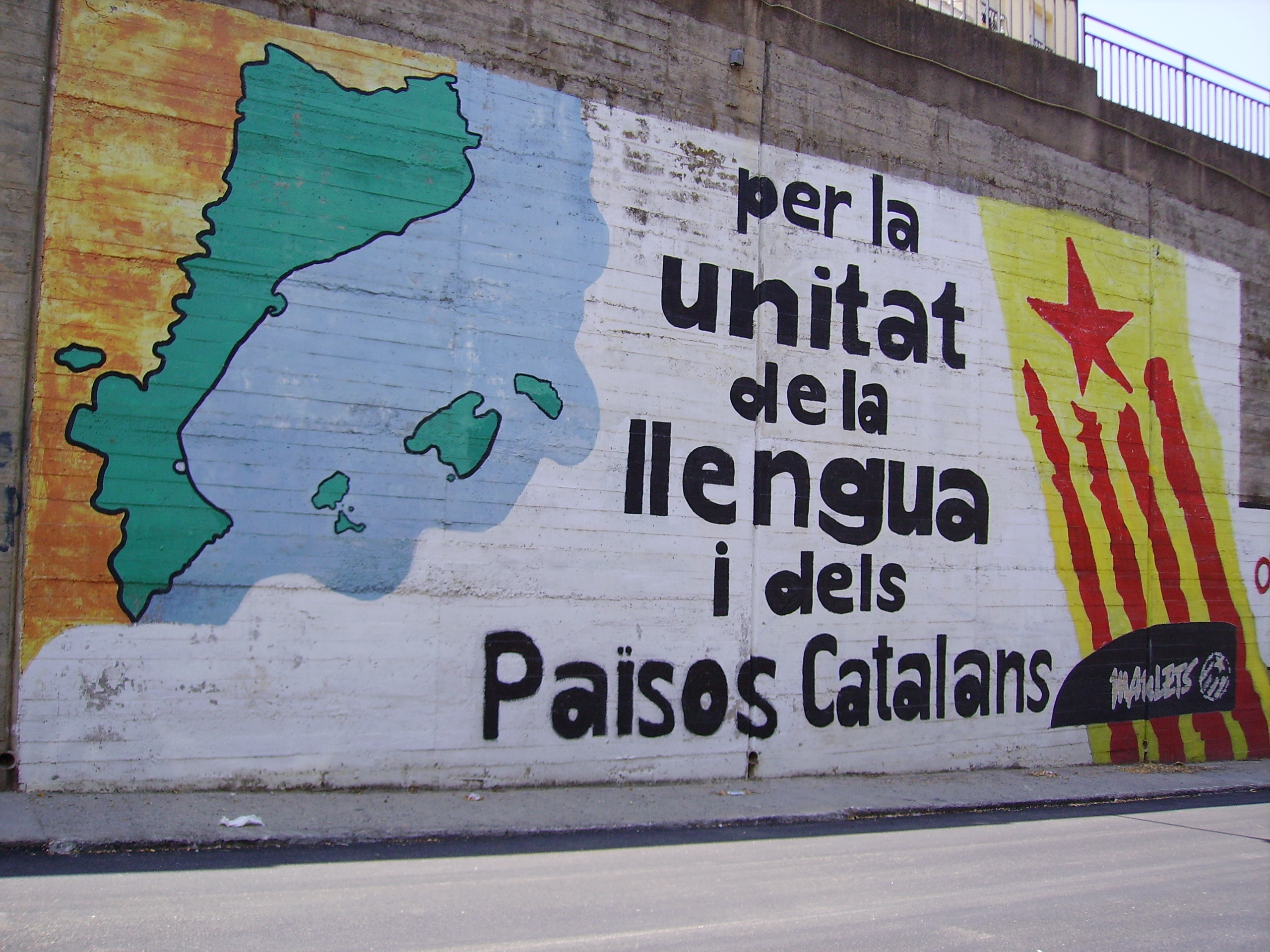
Mural en Argentona (Cataluña), firmado por la extinta organización juvenil Maulets (ahora integrada en Arran), en la que se muestra a favor de la constitución de los Países Catalanes.
-------
En catalán: Por la unidad de la lengua y de los Países Catalanes.

A partir de la escisión en 1968 del sector universitario y de jóvenes del FNC, que estaban muy influenciados por la recuperación de la conciencia nacional desde el ámbito cultural, emergieron las primeras propuestas políticas, bajo las siglas del recién creado PSAN, que reclamaban el marco de los Países Catalanes. Posteriormente surgieron diferentes organizaciones que heredaron el bagaje político surgido en aquel momento y siguieron reclamando ese marco, caso del Moviment de Defensa de la Terra (MDT), surgido como organización en 1984, que defendió «liberar de España y Francia» y de la «opresión capitalista» a los «Países Catalanes» o varias organizaciones terroristas catalanas, hoy extintas, que reivindicaron a lo largo del tiempo la creación de los Países Catalanes, entre ellas el Exèrcit Popular Català y Terra Lliure. Esta última se definía a sí misma en su documento de constitución como organización revolucionaria que lucha por la independencia total de los Países Catalanes y empleaba llamamientos como ¡Independencia o muerte! ¡Viva la lucha armada! Una sola nación, ¡Países Catalanes!
Actualmente, partidos políticos catalanes como Esquerra Republicana de Catalunya y la CUP defienden como uno de sus ejes ideológicos, la extensión de la independencia de Cataluña al resto de territorios encuadrados en los llamados «Países Catalanes» (la Comunidad Valenciana, las islas Baleares, el Rosellón y la Franja de Aragón).
En la Comunidad Valenciana organizaciones como Esquerra Republicana del País Valencià, el Partit Socialista d'Alliberament Nacional y Acció Cultural del País Valencià defienden una dimensión nacional de los «Países Catalanes».

## Ámbito extensivo de la definición de «Países Catalanes»
Los territorios a los que hace referencia el término en su definición extensiva son: las comunidades autónomas españolas de Cataluña, las islas Baleares y la Comunidad Valenciana; el microestado pirenaico de Andorra, la Franja de Aragón (un territorio perteneciente a la homónima comunidad autónoma española contiguo a la comunidad autónoma de Cataluña), la ciudad italiana de Alguer (en la isla de Cerdeña), el territorio histórico del Rosellón (perteneciente al departamento francés de Pirineos Orientales), y el pequeño territorio de El Carche (perteneciente a la Región de Murcia).

## Cuestionamiento del término
El término Països Catalans —concepto con connotaciones que han sido percibidas como problemáticas y controvertidas a la hora del establecimiento de relaciones entre Cataluña y otras zonas del dominio lingüístico catalán— fue tachado por el autor independentista Germà Bel como una «inapropiada y desafortunada expresión que carece de cualquier base histórica, política o social». Núñez Seixas señala las dificultades a la hora de unir una concepción historicista vinculada a la pertenencia a la Corona de Aragón de estos territorios con un constructo principalmente lingüístico. El historiador José Vicente Gómez Bayarri, académico de la RACV, afirma que «la entelequia de los países catalanes es una megalomanía, una ambición que está en plena virulencia, una ficción antihistórica manipuladora y tergiversadora de lo que muestra la documentación archivística».
En febrero de 2022 varias entidades culturales valencianas como la Real Academia de Cultura Valenciana, Lo Rat Penat, el Ateneo Mercantil de Valencia y la Real Sociedad Valenciana de Agricultura presentaron el manifiesto 'No a lo Países Catalanes'. Dicho manifiesto denunciaba los "continuos ataques perpetrados contra la personalidad y el marco legal constitucional y estatutario del pueblo valenciano", así como "las injerencias que utiliza el catalanismo expansionista, con el uso de esa terminología falsaria, que solo obedece a intentos de deformar la histórica realidad del Reino de Valencia, hoy llamado estatutariamente Comunitat Valenciana, a sus raíces, a su lengua y a sus señas de identidad, subsumiéndola en otra bien diferente, alejada de la realidad histórica, social, cultural, económica y lingüística de los valencianos que siempre nos hemos sentido orgullosos de ser lo que somos: valencianos y españoles".